# Baarsdorf
Baarsdorf (obersorbisch Bartecy) ist eine ehemals selbstständige Ortschaft im Landkreis Görlitz und heute ein Ortsteil von Nieder Seifersdorf, welches zur Gemeinde Waldhufen gehört. Im Jahr 2011 gab es im Ort 39 Haushalte und 31 reine Wohngebäude, in denen sich 45 einzelne Wohnungen befanden. Die 95 Einwohner verteilten sich auf 32 Familien und 10 Personen, die alleine lebten. Das Durchschnittsalter lag bei 44,8 Jahren.

## Lage und Erreichbarkeit
Baarsdorf liegt am Fuß der Königshainer Berge etwa sieben Kilometer südlich von Niesky an der Staatsstraße 122 zwischen Nieder Seifersdorf und Jänkendorf. 